# Pedro Muñoz (platero)
Pedro Muñoz (Segovia, finales del siglo XV - c. 1547) fue un platero segoviano perteneciente a una saga de artistas segovianos de este metal, entre los que se encuentran su padre Diego Muñoz I y su hijo Diego Muñoz II, entre otros.
Debió tomar su formación en el taller familiar con Diego Muñoz I, pues se considera su padre. Las primeras noticias le sitúan en 1522, trabajando para la catedral de Segovia en arreglos, limpiezas y restauraciones, coincidiendo con el cese de Antonio de Oquendo como platero oficial de ella.
Su obra fue destinada principalmente a la provincia de Segovia. Dentro de las obras realizadas están una cruz y crismeras para Villafranca, y las cruces de Perorrubio, Martín Miguel y Adrada de Pirón. Además, en 1542 hizo junto a su hijo Diego las copas de los candeleros viejos de la catedral segoviana. Se cree que debió fallecer hacia 1547, cuando su hijo empezó a cobrar los trabajos que habían realizado ambos.